# Mirjam de Koning
Mirjam de Koning-Peper (Amsterdam, 16 juli 1969) is een Nederlands zwemster met name gespecialiseerd in de 50, 100 en 400 meter vrije slag en de 100 meter rugslag.
De Koning lijdt aan een bindweefselziekte, waardoor opgerekt weefsel zich bij haar niet herstelt. Omdat ze op een zeker moment nog nauwelijks kon lopen en voornamelijk op bed lag, liet ze zich in 2000 experimenteel opereren. Dat mondde uit in een dwarslaesie waardoor ze in een rolstoel terechtkwam.
Na de operatie is de Koning-Peper eerst gaan basketballen maar door de vele blessures die ze hier bij opliep besloot ze in 2004 te gaan wedstrijdzwemmen.
De Koning is voor Nederland uitgekomen op de Paralympische Zomerspelen 2008 in Peking, waar zij twee zilveren en twee gouden medailles behaalde. Tijdens de slotceremonie op 17 september 2008 was zij de vlaggendraagster voor Nederland. Zij werd bij terugkomst benoemd tot Ridder in de Orde van de Nederlandse Leeuw.
Tijdens het Open NK 2011 in Eindhoven wist de Koning-Peper zich te kwalificeren voor de Paralympische Zomerspelen 2012 in Londen. Tijdens deze Spelen wist ze goud te halen op de 50 m vrije slag. Welke tevens haar laatste wedstrijd uit haar zwemcarrière was.

## Beste uitslagen

### Paralympische Spelen
| Evenement    | Resultaat | Onderdeel                                                     |
| ------------ | --------- | ------------------------------------------------------------- |
| Beijing 2008 | zilver    | 100 meter vrije slag in 1:19.29                               |
| Beijing 2008 | goud      | 100 meter rugslag in 1:28.34                                  |
| Beijing 2008 | zilver    | 400 meter vrije slag in 5:43.76                               |
| Beijing 2008 | goud      | 50 meter vrije slag in 35.60 sec. (Wereld Record)             |
| Londen 2012  | brons     | 100 meter rugslag in 1:29.04                                  |
| Londen 2012  | goud      | 50 meter vrije slag in 0.34.77 (evenaring eigen wereldrecord) |

### Wereldkampioenschappen
| Evenement      | Resultaat | Onderdeel                     |
| -------------- | --------- | ----------------------------- |
| Eindhoven 2010 | zilver    | 50 m vrije slag in 36,19 Sec. |
| Eindhoven 2010 | zilver    | 100 m vrije slag              |
| 2006           | goud      | 50 m vrije slag               |
| 2006           | brons     | 100 meter rugslag             |
| 2006           | brons     | 100 meter vrije slag          |

### Europees kampioenschap
| Evenement    | Resultaat | Onderdeel        |
| ------------ | --------- | ---------------- |
| Berlijn 2011 | goud      | 50 m vrije slag  |
| Berlijn 2011 | goud      | 100 m vrije slag |
| Berlijn 2011 | zilver    | 400 m vrije slag |
| Berlijn 2011 | goud      | 100 m rugslag    |
| Berlijn 2011 | brons     | 200 m wisselslag |